# ESTCube-1
ESTCube-1為愛沙尼亞第一顆發射成功的人造衛星，是作為“愛沙尼亞學生衛星計畫”（Estonian Student Satellite Program）的一部分內容，而後者計畫為計畫讓高中與大學學生能夠共同參與開發人造衛星的教學項目。ESTCube-1在工程技術上參考了標準的立方衛星而成，並於2013年5月7日搭載在織女星運載火箭上發射升空。

## 設計

### 衛星大小
愛沙尼亞在決定衛星計畫的開發時，將其大小設定成標準立方衛星的1單元規格。其中立方衛星的標準1單元其底基邊長要求為100毫米（誤差0.1毫米），而高度則有113.5毫米（誤差0.1毫米）。而一般來說立方衛星其最大質量會設定在1.3公斤左右，而ESTCube-1其質量則有1.048公斤。

### 控制設備
ESTCube-1搭載的微處理器使用了兩個作業系統，分別為負責衛星指令進行、數據處理和攝影控制的FreeRTOS、以及負責通訊模組以及其他低功率的使用設備TinyOS。其中衛星的任務控制系統是由塔爾圖大學的學生製作而成，並且由資訊科技公司CGI Group負責監督。而在衛星通訊部分，愛沙尼亞方面向國際業餘無線電聯合會註冊了兩個頻率：437.250兆赫與437.505兆赫。其中前者用於經常性但並不緊急的通訊中，其傳輸速度為每分鐘18個單詞，而主要目的為每隔3分鐘至5分鐘傳送最重要的衛星參數。後者則採用了頻率偏移調變的技術以提供衛星特定任務指示的快速連結，除了擁有9600鮑的傳輸率外也符合AX.25之標準。儘管由於使用業餘無線電頻率的使用使得傳輸速度最高只到25千赫，不過由於頻率偏移調變的技術使得其必要時可以達到每秒19,200比特的傳輸速度。

### 任務設備

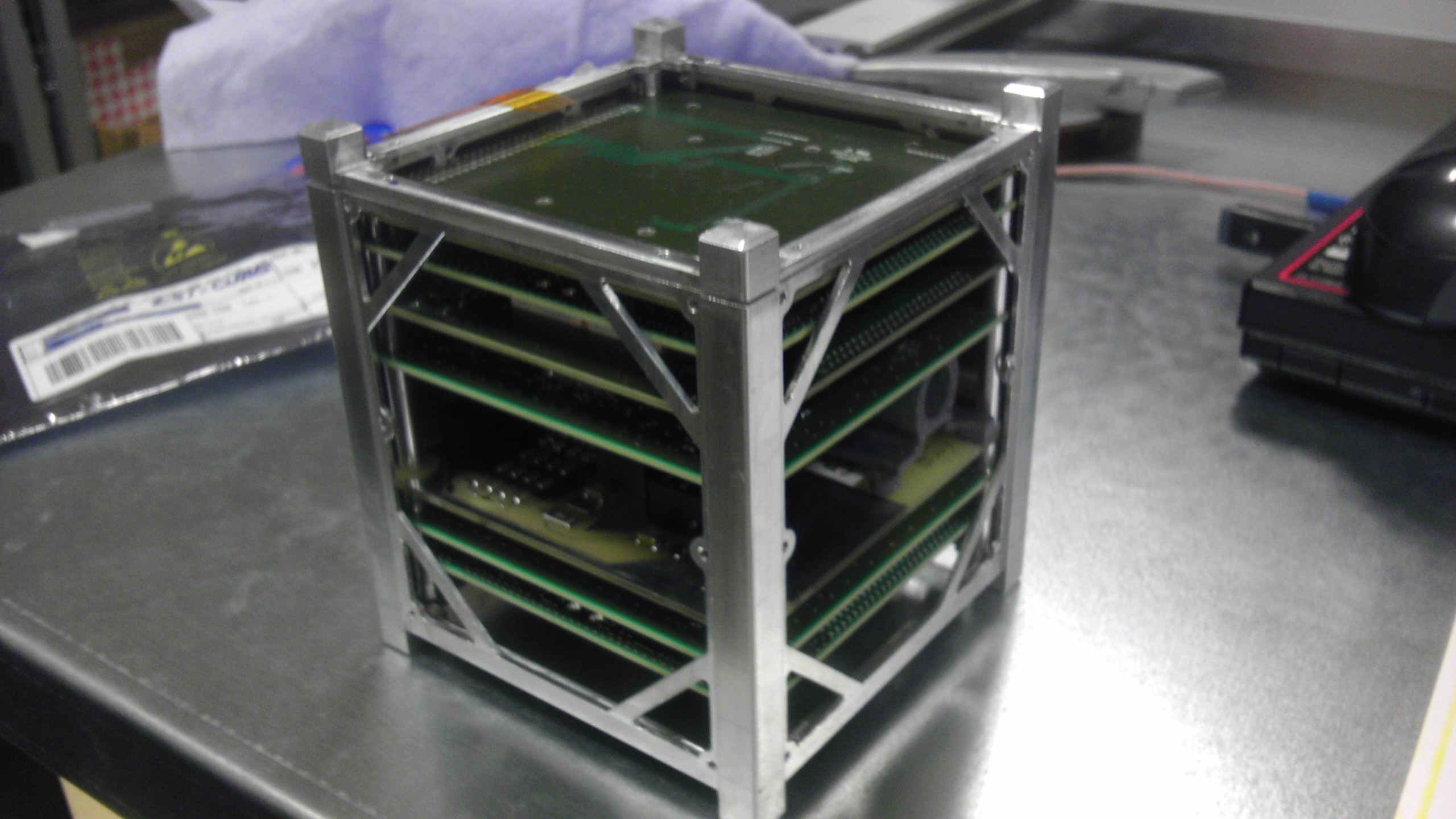
ESTCube-1尚未搭載電子設備的框架，攝於2012年7月22日。

儘管ESTCube-1其重點放在教導學生關於衛星製作等技術，然而同時也包含了其科學研究目的。在衛星上裝備有芬蘭科學家派卡·鉴胡能所發明的電動帆，在ESTCube-1繞行期間透過10公尺長、20微米至50微米粗細線組成的電動帆進行操作，藉此降低衛星自轉的速度或者是改變攝影鏡頭的方向。其中電動帆的原理為在衛星內部配置有電子控制儀器以及兩個操作電動帆的电子枪，藉由電子之間的交互作用以及地球周遭電漿的撞擊控制方向。
在任務實驗進行時將會自電子發射器射出500伏特的電子，接著測試位於電離層的帶電離子便會受到帶正電的電動帆影響而改變衛星的旋轉方向的程度；而這次實驗其效果測試結束後將會啟動另一邊的電動帆，來證實是否能夠藉由電動帆來控制衛星所繞行的軌道。另外在衛星上還搭載有CMOS彩色攝影鏡頭，能夠提供RAW格式的VGA圖像，而其主要目的為拍攝地球照片以及監控電動帆的使用。

### 投資成本
整個計畫的推出其總開支則大約花費了100,000歐元之譜，而最昂貴的發射階段其成本主要是由歐洲太空總署負責。不過由於愛沙尼亞為歐洲太空總署的成員國之一，因此也必須負擔大部分的發射費用（約70,000歐元），而這筆資金主要是由愛沙尼亞教育計畫的參與學員之金費提供。

## 發射
ESTCube-1的發射計畫是由阿麗亞娜太空所負責，在2013年5月7日2時6分31秒（UTC）搭載有衛星的織女星運載火箭自蓋亞那太空中心ELA-1發射升空。為了能夠完成任務內容並且獲得最佳的衛星通訊，衛星的繞行軌道設定在海拔高度670公里的太陽同步軌道上。

## 外部連結
- （英文） ESTCube
- （英文） Research in Estonia:race for quality and competitiveness（页面存档备份，存于）
- （文） Tartu Observatory（页面存档备份，存于）